# Titeuf

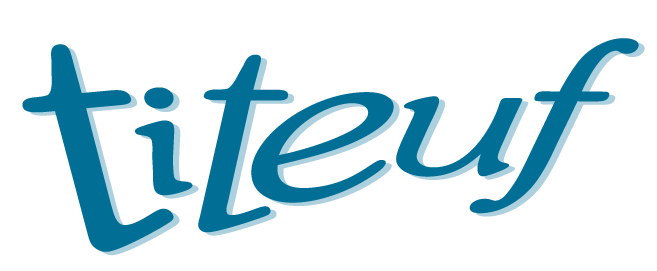

Titeuf é o personagem principal de uma série de quadrinhos franco-belga criada por Zep, a série conta história de um menino chamado Titeuf e sua visão de atitudes e instituições adultas. Fisicamente, o personagem é reconhecido por seu topete loiro. A série foi adaptada para uma série de animação de 2001 e um filme de 2011 de mesmo nome.

## Histórico
Titeuf foi inicialmente publicado no fanzine Sauve qui peut ("Salve-se quem puder" em francês) e foi descoberto pelo executivo da Glénat, Jean-Claude Camano. Zep se juntou a Glénat em 1992 e Titeuf eventualmente se tornou um dos quadrinhos mais populares da França. O primeiro álbum Dieu, le sexe et les bretelles (Deus, Sexo e suspensórios) apareceu em 1993 e vendeu apenas alguns milhares de cópias, mas os álbuns subsequentes tiveram vendas muito maiores, e a série agora é considerada a mais lucrativa do mercado francês de quadrinhos.  A série foi adaptada em uma série de TV animada italiano-francesa em 2001, inicialmente transmitida no Canal J. Em 2008, a Titeuf foi a série de quadrinhos com a maior circulação na França, com mais de 1,8 milhões de cópias por ano, três vezes o número da segunda série mais popular.

## Enredo
A série conta a história de Titeuf, um menino de oito ou dez anos de idade, com seu topete loiro característico, seus amigos e sua visão do mundo adulto. Grande parte da discussão é sobre os mistérios das meninas, sexo, sedução e Nadia, a menina que Titeuf está mais ou menos secretamente apaixonado. Uma grande característica de Titeuf são suas muitas expressões, notadamente "tchô" e "c'est pô juste". Ele é freqüentemente acompanhado por seus melhores amigos, Manu, Hugo e François. O nome de Titeuf vem do p'tit œuf ("ovo pequeno" em francês) porque Zep descobriu que seu personagem tinha a cabeça na forma de ovo.

## Adaptações
- Em 2001, a série de quadrinhos é adaptada em séries de animação de mesmo nome. Os episódios possuem cerca de vinte minutos e são inicialmente transmitidos no Canal J na França.[8][9]

Por ocasião do vigésimo aniversário da existência do personagem, um filme animado em 3D intitulado Titeuf, o filme estréia no cinema francês em 6 de abril de 2011.} O filme é dirigido por Zep pessoalmente, e a voz original de Titeuf é assumida por Donald Reignoux. Os diretores da empresa de produção MoonScoop, Benoît e Christophe di Sabatino, iniciaram o projeto de adaptação em uma série de filmes animados desde 2005; Zep afirma que o filme está mais próximo do quadrinho original do que a série animada.

## Impacto
A série de quadrinhos está sendo traduzida para mais de 25 países, incluindo a República Popular da China.

### Educação sexual
Um pequeno livro intitulado Guide du zizi sexuel, publicado pela Glénat, é comercializado em 2001. É um pequeno guia para fins educacionais e humorísticos, destinado a responder às questões colocadas pelos pré-adolescentes sobre o amor e o sexo. As páginas consistem em breves parágrafos escritos por Hélène Bruller, acompanhados de ilustrações humorísticas de Zep. Essas ilustrações mostram Titeuf e seus amigos, interagindo com os mistérios da vida. O livro discute temas principais que dizem respeito a pré-adolescentes como amor, procriação, preliminares e relações sexuais, entre outros. Uma exposição,Zizi sexuel, l'expo, baseada no guia, foi exibida de outubro de 2007 a janeiro de 2009 na Cité des sciences et de l'industrie em Paris. A exposição também esteve em Lille de 2 de junho de 2012 a 3 de março de 2013.

### Atribuição do primeiro nome na França
A popularidade do personagem de Titeuf levou os pais a dar esse nome a seus filhos, uma possibilidade que foi desafiada perante o juiz francês. Em termos de primeiro nome, a lei francesa é regida por uma lei de 8 de janeiro de 1993 que introduz um princípio de liberdade: os pais podem escolher para seu filho qualquer nome próprio, inclusive inventado; no entanto, este nome não deve ser "contrário ao interesse da criança" 22: este é particularmente o caso de um nome ridículo, grosseiro ou complexo. Se o registrador considerar que o nome de família declarado causa danos à criança, ele avisa o promotor público; o último pode encaminhar o caso para o tribunal de família, que julgará a legalidade do nome de identidade declarado e poderá, se necessário, ordenar a abolição dos registros do estado civil.
Quando, em 2009, os pais dão "Titeuf" para o primeiro nome para o filho, o oficial de estado civil considera esse nome contrariar o interesse da criança e adverte o promotor, que remete o juiz para assuntos familiares. Ele considera que o nome de identidade é realmente prejudicial e ordena sua remoção do estado civil, uma solução confirmada pelo Tribunal de Recurso de Versalhes em 2010. O acórdão de recurso, aprovado pelo Tribunal de Cassação, refere, em particular, que Titeuf é "um personagem retratado como um cara não tão esperto", "caricatural, embora bastante legal, destinado a fazer rir as pessoas por causa de sua ingenuidade e as situações ridículas em que ele se encontra", que esse nome é "por natureza" para atrair o ridículo "e que a sua" associação com o caráter pre-adolescente ingênuo e desajeitado pode ser uma desvantagem real [...] tanto nas relações pessoais quanto profissionais". Parece, portanto, que o primeiro nome de Titeuf deve ser levado à França apenas pelo herói dos quadrinhos.

## No Brasil
Em 2007, a editora Companhia das Letras publicou o livro Le Guide du zizi sexuel, escrito por Hélène Bruller e ilustrado por Zep com o título Aparelho Sexual e Cia - Um guia inusitado para crianças descoladas. O livro virou alvo de uma controvérsia ao ser mencionado pelo então candidato à presidência Jair Bolsonaro,que chamou de "kit gay" e que esse seria distribuído em escolas brasileiras, tanto a editora, quanto o Ministério da Educação negaram tal fato.
Os quatro primeiros álbuns da série foram lançados entre 2012 e 2013 pela editora Vergara & Riba. Ainda em 2012, o filme animado foi exibido no Festival Varilux de Cinema Francês,sendo lançado,logo em seguida,em circuito comercial,pela distribuidora Europa Filmes. Posteriormente,a distribuidora lançou o filme em DVD no Brasil.